# Franka Potente
Franka Potente (født 22. juli 1974 i Münster, Nordrhein-Westfalen) er en tysk skuespiller.
Hun er kendt for sin hovedrolle i filmen Lola rennt i 1998.

## Filmografi
- Lola rennt (1998)
- Der Krieger und die Kaiserin (2000)
- Blow (2001)
- The Bourne Identity (2002)
- The Bourne Supremacy (2004)
- The Bourne Ultimatum (2007)
- Che - Guerillalederen (2008)
- Nattens dæmoner 2 (2016)